# George Whitman Hendee

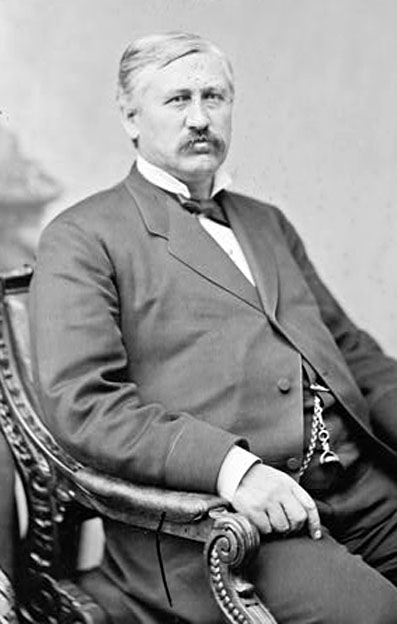
George Whitman Hendee

George Whitman Hendee (* 30. November 1832 in Stowe, Lamoille County, Vermont; † 6. Dezember 1906 in Morrisville, Vermont) war ein US-amerikanischer Politiker und im Jahr 1870 Gouverneur des Bundesstaates Vermont. Zwischen 1873 und 1879 vertrat er seinen Staat im US-Repräsentantenhaus.

## Frühe Jahre und politischer Aufstieg
George Hendee besuchte die öffentlichen Schulen in Morrisville und die People’s Academy. Nach einem anschließenden Jurastudium und seiner 1855 erfolgten Zulassung als Rechtsanwalt begann er in Morrisville in seinem neuen Beruf zu arbeiten. In dieser Stadt war er auch viele Jahre lang als Schulrat (Superintendent of Schools) tätig. Geschäftlich engagierte sich Hendee auch im Eisenbahn- und Bankgewerbe.
George Hendee wurde Mitglied der Republikanischen Partei. Zwischen 1858 und 1859 war er Bezirksstaatsanwalt im Lamoille County und von 1861 bis 1862 war er Abgeordneter im Repräsentantenhaus von Vermont. Während des Amerikanischen Bürgerkriegs war er stellvertretender Leiter der Militärpolizei in Vermont (Deputy Provost Marshal). Zwischen 1866 und 1868 saß George Hendee im Staatssenat.

## Gouverneur und Kongressabgeordneter
Im Jahr 1869 wurde Hendee als Kandidat seiner Partei zum neuen Vizegouverneur von Vermont gewählt. In dieser Eigenschaft fiel ihm am 7. Februar 1870 nach dem Tod von Gouverneur Peter T. Washburn dessen Amt zu. Bis zum 3. Oktober 1870 musste er damit als Gouverneur seines Staates amtieren. Diese Monate verliefen ohne besondere politische Ereignisse in Vermont. Hendee verzichtete auf eine eigene Kandidatur für das Amt des Gouverneurs. Stattdessen wurde er bei den Wahlen des Jahres 1872 als Vertreter seines Staates in den US-Kongress gewählt. Nachdem er zweimal wiedergewählt worden war, konnte er dieses Mandat zwischen dem 4. März 1873 und dem 3. März 1879 ausüben. Für die Wahlen des Jahres 1878 wurde er dann aber nicht mehr nominiert.

## Weiterer Lebenslauf
Nach dem Ende seiner politischen Laufbahn wurde Hendee wieder als Rechtsanwalt tätig. Zwischen 1879 und 1885 war er auch Revisor (Examiner) der National Bank. Außerdem widmete er sich der Pferdezucht. George Hendee starb im Dezember 1906. Er war zweimal verheiratet.